# 韦特施泰滕
韦特施泰滕是德国巴伐利亚州的一个市镇。总面积12.47平方公里，总人口4795人，其中男性2447人，女性2348人（2011年12月31日），人口密度385人/平方公里。